# Питер Брьогел Млади
Питер Брьогел Млади (на нидерландски: Pieter Brueghel de Jonge) е фламандски живописец, най-голям син на художника Питер Брьогел Стари.

## Биография
Поради ранната смърт на родителите си той, брат му Ян Брьогел Стари и сестра му Мари са отгледани от своята баба по майчина линия. Около 1578 г. семейството се премества да живее в Антверпен. През 1588 г. се жени за Елизабет Годелет, имат седем деца.
Питер Брьогел Млади рисува пейзажи, религиозни сюжети и фантастични платна. Най-известен е с копията и вариантите на картините на прочутия си баща.

## Галерия
- Зимен пейзаж с капан за птици (1631)
- Селски панаир (1564 – 1638)
- Вавилонската кула

1. ↑  biography/Pieter-Bruegel-II-the-Younger
2. ↑  500023420